# INS Jarawa
L'INS Jarawa est une base navale des forces armées indiennes à Port Blair qui accueille le commandement interarmes d'Andaman & Nicobar (en).